# Mycetophila funerea
Mycetophila funerea är en tvåvingeart som beskrevs av Freeman 1951. Mycetophila funerea ingår i släktet Mycetophila och familjen svampmyggor. Inga underarter finns listade i Catalogue of Life.